# Reichswehr

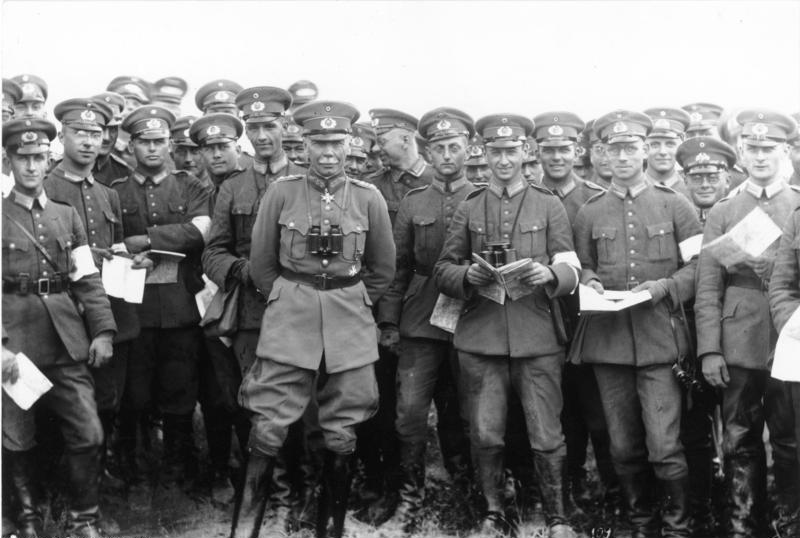
Đại tướng Hans von Seeckt, Lãnh đạo Reichswehr cùng với bộ binh trong một cuộc diễn tập của Reichswehr ở Thuringia, 1926

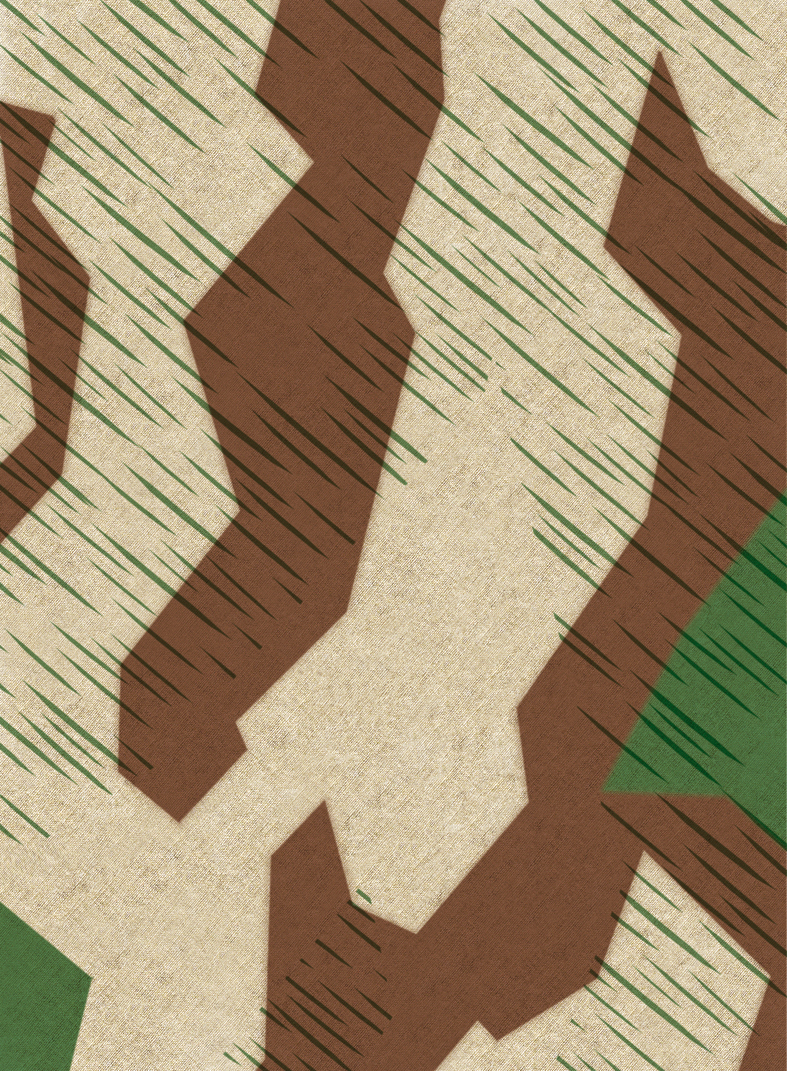
Màu ngụy trang dành cho lều trại của quân Đức, được giới thiệu vào năm 1931.

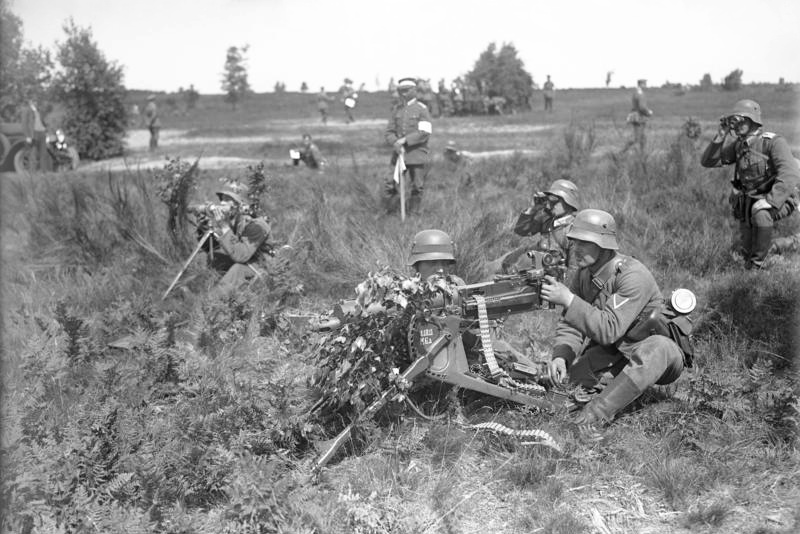
Binh sĩ Reichswehr trong một cuộc tập trận quân sự, tháng 9 năm 1930

Reichswehr (n.đ. '"Phòng vệ Quốc gia"'), tạo thành tổ chức quân sự của Đức từ năm 1919 đến năm 1935, khi tổ chức được hợp nhất với Wehrmacht mới được thành lập ("Lực lượng Phòng vệ").
Vào cuối Thế chiến I, quân đội của Đế quốc Đức đã gần như tan rã, binh sĩ tự tìm đường về nhà lẻ tẻ hoặc hình thành các nhóm nhỏ. Nhiều người trong số họ tham gia vào Freikorps ("Quân đoàn tự do"), một tập hợp các đơn vị bán quân sự tình nguyện đã tham gia vào cuộc cách mạng và các cuộc đụng độ biên giới từ năm 1918 đến năm 1923.
Thừa nhận rằng Cộng hòa Weimar mới được thành lập cần thiết phải có một quân đội riêng, do vậy vào ngày 6 tháng 3 năm 1919, chính phủ ra sắc lệnh thành lập Vorläufige Reichswehr ("Bộ Quốc phòng Lâm thời"), bao gồm Vorläufige Reichsheer ("Lục quân Quốc gia Lâm thời") và Vorläufige Reichsmarine ("Hải quân Quốc gia Lâm thời"). Ngày 30 tháng 9 năm 1919, quân đội được tổ chức lại thành Übergangsheer ("Lục quân Chuyển tiếp"). Khoảng 400.000 quân nhân đã phục vụ trong lực lượng vũ trang. Tình trạng này kéo dài cho đến ngày 1 tháng 1 năm 1921, khi Reichswehr đã chính thức được thành lập dựa theo những hạn chế bị áp đặt bởi Hiệp ước Versailles (Điều 159-213).
Reichswehr là một tổ chức thống nhất bao gồm những thành phần sau đây (như Hiệp ước Versailles cho phép):
- Reichsheer, lục quân gồm hai nhóm quân: 
  - bảy sư đoàn bộ binh, và
  - ba sư đoàn kỵ binh.[2]
- Reichsmarine, lực lượng hải quân với một số lượng hạn chế chủng loại tàu thuyền. Riêng tàu ngầm thì bị cấm.[3]

Reichswehr bị giới hạn quân số với quân đội thường trực gồm 100.000 người và 15.000 trong lực lượng hải quân. Việc thành lập bộ Tổng tham mưu bị cấm. Các loại vũ khí hạng nặng như pháo binh trên 105 mm (đối với pháo hải quân, trên 205 mm), xe bọc thép, tàu ngầm và tàu chiến chủ lực cũng như bất kỳ loại máy bay nào đều bị cấm. Việc tuân theo những hạn chế này do đích thân Ủy ban kiểm soát Quân sự Liên Đồng Minh giám sát cho đến năm 1927.
Mặc dù có những hạn chế về quân số, những phân tích của họ về sự thua cuộc trong Thế chiến I, nghiên cứu và phát triển, thử nghiệm bí mật ở nước ngoài (hợp tác với Hồng Quân) và lập kế hoạch cho "những lần tốt hơn" đều được thực hiện. Ngoài ra, mặc dù bị cấm lập bộ Tổng tham mưu, quân đội tiếp tục thực hiện các chức năng điển hình của bộ Tổng tham mưu dưới cái tên trá hình Truppenamt ("Phòng Quân chủng"). Suốt thời gian này, nhiều người trong số các nhà lãnh đạo tương lai của Wehrmacht — như Heinz Guderian — lần đầu tiên xây dựng nên những ý tưởng mà họ đã sử dụng rất có hiệu quả một vài năm sau đó.

 
Quân đội từ chối công nhận tính hợp pháp của nền cộng hòa dân chủ Weimar và thay vào đó Reichswehr dưới sự lãnh đạo của Hans von Seeckt đã trở thành một "nhà nước trong nhà nước" mà chủ yếu hoạt động nằm ngoài sự kiểm soát của các chính trị gia. Để phản ánh vị trí này như là một "nhà nước trong nhà nước", Reichswehr đã lập ra Ministeramt hay Văn phòng Bộ trưởng Nội vụ vào năm 1928 dưới quyền Kurt von Schleicher để vận động hành lang giới chính trị gia. Nhà sử học Đức Eberhard Kolb đã viết rằng:
"...từ giữa những năm 1920 trở đi, giới lãnh đạo quân đội đã phát triển và truyền bá những quan niệm xã hội mới của một loại hình quân phiệt, nhằm tạo ra một sự hợp nhất khu vực quân sự và dân sự và cuối cùng là một nhà nước độc tài quân sự (Wehrstaat)".
 Ảnh hưởng lớn nhất đến sự phát triển của Reichswehr là Hans von Seeckt (1866-1936), từ năm 1920-1926 giữ cương vị Chef der Heeresleitung (nghĩa là "Tổng tư lệnh Quân đội").
 
Trong khi việc giảm sức mạnh thời bình của quân đội Đức từ 780.000 (năm 1913) xuống còn 100.000 người đã thực sự nâng cao chất lượng của Reichsheer (chỉ những người tốt nhất mới được phép tham gia quân đội) làm thay đổi bộ mặt của chiến tranh có nghĩa là đội quân nhỏ bé phần lớn sẽ bất lực nếu không được cơ giới hóa và sự yểm trợ từ không quân, chẳng gặp mấy trở ngại trong nỗ lực hiện đại hóa chiến thuật bộ binh của quân Đức.
Vào năm 1933 và 1934 sau khi Adolf Hitler trở thành Thủ tướng Đức, Reichswehr bắt đầu một chương trình mở rộng bí mật. Sau khi Đức Quốc xã lên nắm quyền, mà Sturmabteilung ("Sư đoàn Bão táp"; SA), lực lượng dân quân Đức Quốc xã đã đóng một vai trò nổi bật, Ernst Rohm và các đồng nghiệp SA của ông suy nghĩ về lực lượng của họ (giờ quân số đã hơn ba triệu) như là tương lai quân đội của Đức nhằm thay thế Reichswehr và giới sĩ quan chuyên nghiệp mà họ coi là "những gã cổ hủ" thiếu hẳn "tinh thần cách mạng".
Rohm muốn ngồi vào ghế Bộ trưởng Bộ Quốc phòng. Vào tháng 2 năm 1934, ông đã yêu cầu lực lượng Reichswehr nhỏ hơn nhiều được sáp nhập vào SA để tạo thành một "quân đội nhân dân" thực sự. Điều này đã đánh động cả giới lãnh đạo chính trị và quân sự. Để ngăn chặn khả năng xảy ra một cuộc đảo chính, Hitler đã đứng về phía các nhà lãnh đạo bảo thủ và quân đội. Rohm và toàn bộ lãnh đạo của SA đã bị giết chết (cùng với nhiều đối thủ chính trị của Đức Quốc xã) trong Đêm của những con dao dài. Chương trình mở rộng bí mật của quân đội cuối cùng đã được công khai hóa với thông báo chính thức thành lập Wehrmacht vào năm 1935.